# Killer-Krokodil II – Die Mörderbestie
Killer Krokodil II – Die Mörderbestie ist ein italienisch-US-amerikanischer Horrorfilm der Fulvia Film aus dem Jahr 1990 und die Fortsetzung von Der Mörder-Alligator aus dem Vorjahr. 2005 erschienen DVDs in einer 89-minütigen FSK 16- und einer 93-minütigen FSK 18-Fassung.

## Handlung
In einem Sumpfgebiet wurden Fässer mit radioaktivem Müll versenkt. Dennoch gibt der zwielichtige Geschäftsmann Baxter die Eröffnung der von ihm in der Nähe gebauten Ferienanlage  bekannt und täuscht vor, die radioaktiven Fässer geborgen zu haben. Ein Mitarbeiter des New York Chronicle, der Nachforschungen anstellt, wird von Baxters Handlangern erschossen. Eine andere Abteilung der Zeitung schickt die Korrespondentin Liza Post auf die Karibikinsel. Baxter will sie zurückjagen. Derweil geht ein durch die radioaktiven Abfälle zu enormer Größe mutiertes Krokodil auf Menschenjagd und zerfleischt Urlauber und Einheimische, darunter Baxters Gehilfen. Die Zeitung schickt Kevin Jones hinterher, der auf der Suche nach Liza Bissspuren des Riesenkrokodils an Holzteilen entdeckt. Früher hatte er mit dem Insulaner Joe bereits ein Riesenkrokodil gejagt und zur Strecke gebracht (in Der Mörder-Alligator). Kevin und Joe suchen nun gemeinsam, wobei auch Joe dem Ungeheuer zum Opfer fällt. Nachdem Kevin Liza entdeckt hat, schaffen sie es, dem Krokodil Dynamit in den Rachen zu werfen. Durch die Explosion kommen radioaktive Fässer an die Wasseroberfläche.

## Kritik
„Monsterhorror um ein Reptil mit großer Klappe – und wirklich gar nichts dahinter… Reporterin Liza (Debra Karr) sucht in der Karibik nach Giftmüllfässern und findet ein mutiertes Riesenkrokodil… Fabrizio de Angelis durfte seine Story aus „Der Mörder-Alligator“ (89) erneut verwursten und gab noch eine scheinheilige Ökobotschaft dazu. Fazit[:] Recht kümmerlicher Kroko-Kokolores.“